# Palicourea andrei
Palicourea andrei är en måreväxtart som beskrevs av Paul Carpenter Standley. Palicourea andrei ingår i släktet Palicourea och familjen måreväxter. Inga underarter finns listade i Catalogue of Life.